# Władysławów (Otwock)
Pour les articles homonymes, voir Władysławów.
Władysławów (prononciation : [vwadɨˈswavuf]) est un village polonais de la gmina de Karczew dans le powiat d'Otwock de la voïvodie de Mazovie dans le centre-est de la Pologne.
Il se situe à environ 8 kilomètres au sud de Karczew (siège de la gmina), 11 km au sud d'Otwock (siège du powiat) et à 28 km au sud-est de Varsovie (capitale de la Pologne).
Le village compte approximativement une population de 30 habitants en 2006.

## Histoire
De 1975 à 1998, le village appartenait administrativement à la voïvodie de Varsovie.